# Nicolaas Christiaan Kist

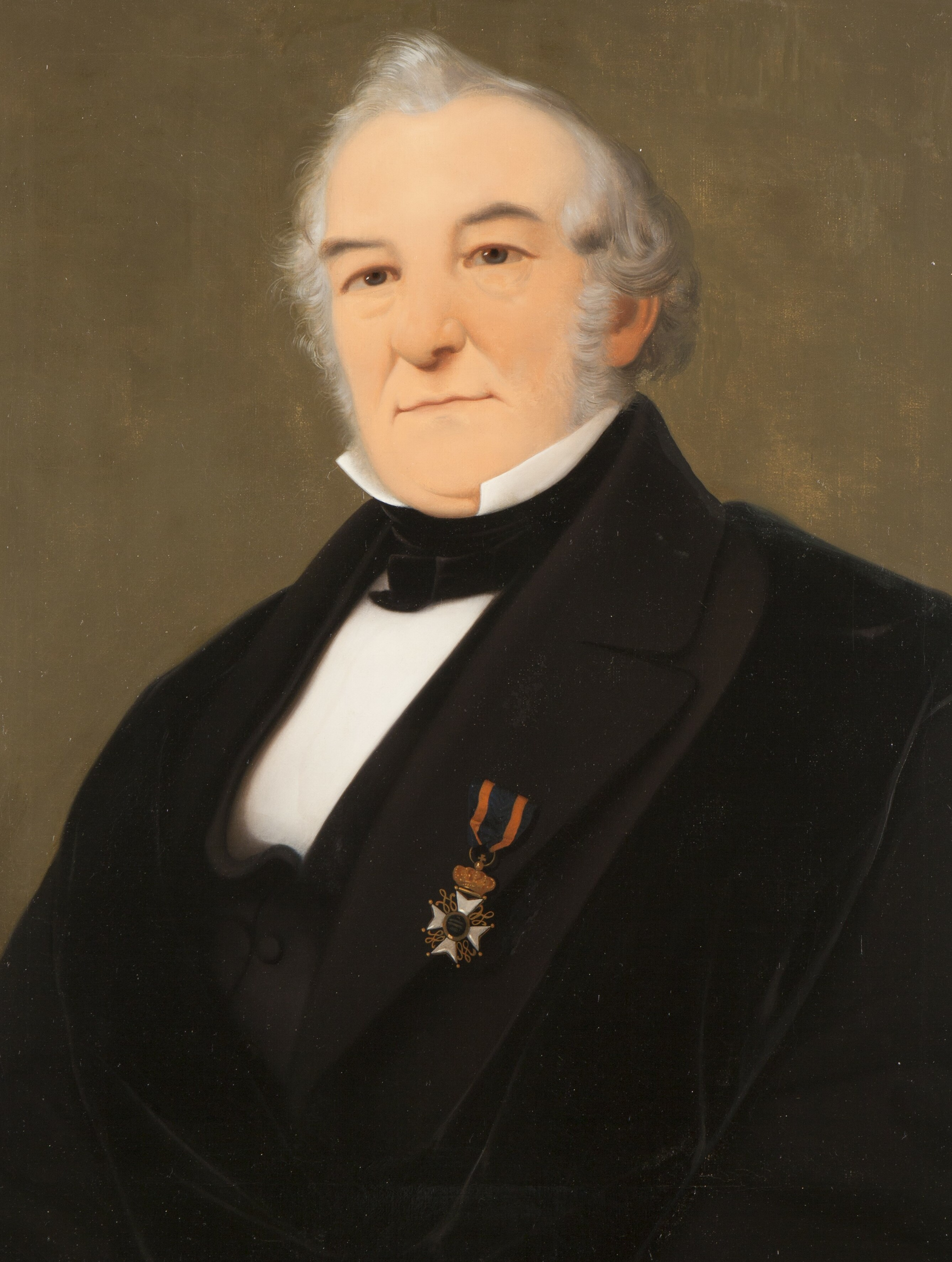
Nicolaas Christiaan Kist

Nicolaas Christiaan Kist (* 11. April 1793 in Zaltbommel; † 21. Dezember 1859 in Leiden) war ein niederländischer reformierter Theologe und Kirchenhistoriker.

## Leben
Der Sohn des Pfarrers Joost Gerard Kist (* 12. August 1756 in Woerden; † 25. Januar 1815 in Zaltbommel) und Syburgh Henrika Royaards (* 6. August 1758 in Zaltbommel; † 2. November 1829), hatte in seinem Heimatort die Lateinschule besucht. Danach studierte er an der Universität Utrecht, wo er sich am 15. Februar 1811 immatrikulierte. Hier wurden Jean Henri Pareau, Cornelis Willem de Rhoer, Jodocus Heringa Eliza’s zoon, Philipp Wilhelm van Heusde und sein Onkel Hermann Royaards seine prägenden Lehrer. 1815 beteiligte er sich in einer Kompanie freiwilliger Jäger an der Befreiung seines Vaterlandes gegen Napoleon. Am 12. Oktober 1815 kehrte er nach Utrecht zurück, wurde am 11. Juni 1816 Kandidat der Literatur und am 13. Juni 1817 Kandidat der Theologie. In Utrecht promovierte er am 13. März 1818 zum Doktor der Theologie mit der Abhandlung De commutatione quam Constantino Magno auctore societas subiit christiana (Utrecht 1818).
Am 13. September 1818 wurde er Pfarrer in Zoelen. Am 2. Mai 1823 wurde er zum außerordentlichen Professor der Theologie an die Universität Leiden berufen, mit dem Lehrauftrag für Kirchengeschichte und der Geschichte der christlichen Lehren. Nachdem er sich am 26. Oktober 1823 von seiner Gemeinde in Zoelen verabschiedet hatte, trat er 11. Oktober 1823 sein ihm übertragenes Lehramt in Leiden mit der Rede De progressione ingenii humani in dogmatum historia Christianorum animadvertenda an. Am 22. September 1827 wurde er in Leiden auch Akademieprediger. Am 13. Juni 1829 ernannte man ihn zum ordentlichen Professor der Theologie in Leiden, welcher erweiterte Aufgabe er am 15. Dezember 1829 mit der Rede De Ecclesia Graeca, Divinae Providentiae teste übernahm. Kist beteiligte sich auch an den organisatorischen Aufgaben der Leidener Hochschule und war 1836/37 sowie 1851/52 Rektor der Alma Mater.
Seine Arbeiten bewegten sich vorrangig auf dem Gebiet der Kirchengeschichte und reflektierten Biographien verstorbener Geistesgrößen der Niederlande. Vor allem ist seine Mitarbeit am mehrbändigen Werk des Archivs für niederländische Kirchengeschichte (Leiden 1841–1849, 9. Bde.), dem Neuen Archiv für Kirchengeschichte der Niederlande (Leiden 1852, 54, 2. Bde.) und dem Kirchengeschichtlichen Archiv (Amsterdam 1857–1859) ist hervorzuheben. Seine Veröffentlichungen fanden zum Beispiel Eingang in die Publikationen von Teylers Gesellschaft in Haarlem, dem Dordrechter Journal Neue Werke der Literatur (niederländisch: Nieuwe Werken van Letterkunde), in der Zeitschrift für allgemeine Gedenk- und Münzkunde (niederländisch: Tijdschrift voor algemeene Munt- en Penningkunde) und anderen Journalen, sowie Fachzeitschriften seiner Zeit.
Er war auch Mitglied einiger Gelehrtengesellschaften seiner Zeit. Hier ist vor allem seine Mitgliedschaft in der niederländischen Akademie der Wissenschaften in Amsterdam, seine Mitgliedschaft in der provinziellen Utrechtschen Gesellschaft, der Zeeländischen Gesellschaft, der historisch Theologischen Gesellschaft in Leipzig, den Vereinigungen der Geschichte und Altertümer in Thüringen und Westphalen, seine korrespondierende Mitgliedschaft in der Batavischen Gesellschaft der Wissenschaften, sein Vizevorsitz in der Den Haager Gesellschaft zur Verteidigung der christlichen Religion und sein Vorsitz in der Gesellschaft der niederländischen Literatur in Leiden (Mitglied 5. November 1824) anzuführen. Vom niederländischen König Wilhelm II wurde er zum Ritter des Ordens vom niederländischen Löwen ernannt.

## Familie
Am 10. Oktober 1821 hatte er in Tiel Catharina Wilhelmina Dijckmeester (* 4. März 1800 in Tiel; † 9. August 1861 in Leiden) geheiratet, die Tochter von Herman Jacob Dijckmeester (* 1. Februar 1771 in Tiel; † 16. Juni 1850 ebenda) und dessen Frau Anna Elsabé van Omphal (* 24. April 1778 in Tiel; † 10. Mai 1826 in Tiel). Aus der Ehe gingen zehn Kinder hervor, von welchen zwei früh verstarben und acht Kinder den Vater überlebten. Man kennt die Kinder:
- Joost Gerard Kist (* 29. Oktober 1822 in Zoelen; † 29. Juni 1897 in Den Haag) Kantonrichter und Mitglied des Gemeinderates in Dordrecht, 1874 Ritter des Ordens von niederländischen Löwen, 1876 Kurator Universität Leiden, verh. 12. August 1852 in Dordrecht mit Henriëtte Albertine van der Sande (* 25. Juni 1831 in Dordrecht; † 29. Januar 1901 in Den Haag)
- Anna Elsabé Kist (* 26. Juni 1825 in Leiden; † 17. Mai 1884 in Paramaribo) verh. 21. August 1856 in Leiden mit dem Pfarrer in Monnickendam und ab 1877 in Paramaribo, Frans Cornelis Arnold.Hoogvliet (* 14. März 1828 in Zaltbommel; † 27. August 1887 in Paramaribo)
- Syburgh (Sybrecht) Henrica Kist (* 12. August 1827 in Leiden; † 20. Januar 1893 ebenda)
- Hermina Jacoba Kist (* 25. März 1830 in Leiden; † 21. September 1898 in Den Haag)
- Ewaldus Kist (* 28. Mai 1832 in Leiden; † 24. Mai 1833 ebenda) Student der Theologie in Leiden
- Dr. Anthonie Kist (* 2. März 1834 in Leiden; † 10. März 1879 in Soemadang), Dozent am Gymnasium in Deventer assistent-resident van Tjitjalenk
- Herman Jacob Kist (* 25. Dezember 1836 in Leiden; † 2. Juni 1912 ebenda) Advokat in Leiden
- Ewald Kist (* 24. Februar 1839 in Leiden; † 12. März 1898 in Leiden) 1867 Dr. jur., März 1872 Gemeindesekretär in Leiden
- Christiaan Willem Kist (* 23. Juni 1842 in Leiden; † 6. September 1903 in Den Haag) verh. 8. Oktober 1868 in Rotterdam mit Gerardina Anna Wilhelmina Kist (* 24. Januar 1848 in Arnhem; † 24. September 1883 in Purwokerto/Java)

## Werke (Auswahl)
- Handelingen der Zuid-Hollandsche Synode: betreffende de zaak en leer der Remonstranten van het Jaar 1619-1805. Leiden 1836 (Online)
- Verhandeling over de Christelijke Kerk op aarde, volgens het onderwijs van Jezus en de Apostelen, en de geschiedenis. In Teyler's Godgeleerd Genootschap. 1830, Leiden 1832 2. Bde., ins Deutsche übersetzt von Ludwig Troß: Die christliche Kirche auf Erden nach der Lehre der heiligen Schrift und der Geschichte. Leipzig 1838 (Online)
- De Kerkelijke Architectuur en de Doodendanse. Leiden 1844.
- Een woord van N. C. Kist aan J. H. Wensing, betreffende zijn geschrift over de Pausin Joanna. Leiden 1845 (Online)
- Neerlands bededagen en biddagsbrieven. Leiden 1848 (Online)
- Nagelatene leerredenen von Pieter van der Willigen, voorafgegaan van een Levensberigt. 1849 (Online)
- Woorden bij het graf van Joan Frederik van Oordt J.W.z.. Leiden 1852 (Online)
- Oratio de religionis christianae Indole Practica. Leiden 1853 (Online)
- Orationes, quae ecclesiae eeique christianae spectant historiam, quatuor. Leiden 1853 (Online)
- Het necrologium en het tynsboek van het adelijk jufferen-stift te Hoog-Elten. Leiden 1853 (Online)
- Petrus Bloccius: Eene bijdrage tot de inwendige geschiedenis der nederlandsche Kerkhervorming. 1854 (Online)
- De Heer heeft meer dan dit om u te geven: leerrede over II Chron. XXV : 9b. Leiden 1855 (Online)
- Fragment eener Oud-Nederduitsche vertaling der Psalmen. 1855 (Online)
- Kritiek en literatuur van de geschiedenis der Waldenzen. 1857 (Online)
- De vrije wil op de mensch een redelijk en zedelijk vrijwerkend wezen. Leiden 1859 (Online)